# دايتون (نيويورك)
دايتون (بالإنجليزية: Dayton, New York)‏ هي بلدة أمريكية تقع في الولايات المتحدة في مقاطعة كاتاروغوس، نيويورك. يقدر عدد سكانها بـ 1,886 نسمة ومساحتها 93.4 كم2 وترتفع عن سطح البحر 399 متر.